# Chemin de fer des Chanteraines
| Decauville-Lokomotive N° 869/1913 La Bouillote |                     |                                           |                                           |
| Streckenverlauf |                     |                                           |                                           |
| Streckenlänge: | 5,5 km              |                                           |                                           |
| Spurweite: | 600 mm (Schmalspur) |                                           |                                           |
| |                     |                                           |                                           |
| \| \| 0,0 \| Les Mariniers, Gennevilliers \| Les Mariniers, Gennevilliers \| \| \| 1,49 \| CFC Miniature \| 2015– \| \| \| 1,66 \| Les Fiancés, Villeneuve-la-Garenne \| Les Fiancés, Villeneuve-la-Garenne \| \| \| 2,40 \| La Ferme, Villeneuve-la-Garenne \| La Ferme, Villeneuve-la-Garenne \| \| \| 2,75 \| Betriebswerk und Depot \| Betriebswerk und Depot \| \| \| 3,13 \| Passage de Verdure, Villeneuve-la-Garenne \| Passage de Verdure, Villeneuve-la-Garenne \| \| \| 3,18 \| Kehrschleife \| Kehrschleife \| \| \| 3,88 \| L’Etang, Gennevilliers \| 1991– \| \| \| 4,53 \| Gennevilliers RER, Gennevilliers \| 1991– \| |                     |                                           |                                           |
| Kopfbahnhof Streckenanfang | 0,0                 | Les Mariniers, Gennevilliers              | Les Mariniers, Gennevilliers              |
| Kreuzung | 1,49                | CFC Miniature                             | 2015–                                     |
| Haltepunkt / Haltestelle | 1,66                | Les Fiancés, Villeneuve-la-Garenne        | Les Fiancés, Villeneuve-la-Garenne        |
| Bahnhof | 2,40                | La Ferme, Villeneuve-la-Garenne           | La Ferme, Villeneuve-la-Garenne           |
| Abzweig geradeaus und nach links · Betriebs-/Güterbahnhof Streckenende und quer | 2,75                | Betriebswerk und Depot                    | Betriebswerk und Depot                    |
| Haltepunkt / Haltestelle | 3,13                | Passage de Verdure, Villeneuve-la-Garenne | Passage de Verdure, Villeneuve-la-Garenne |
| | 3,18                | Kehrschleife                              | Kehrschleife                              |
| Haltepunkt / Haltestelle | 3,88                | L’Etang, Gennevilliers                    | 1991–                                     |
| Kopfbahnhof Streckenende | 4,53                | Gennevilliers RER, Gennevilliers          | 1991–                                     |

Die Chemin de fer des Chanteraines  (CFC) ist eine 1981 in Betrieb genommene 5,5 Kilometer lange Museums-Schmalspurbahn mit einer Spurweite von 600 mm zwischen Gennevilliers RER und Les Mariniers in Gennevilliers, Frankreich.

## Geschichte
Auf Initiative von Roger Prévot, von Mai 1953 bis zu seinem Tod am 6. Oktober 1999 amtierender Bürgermeister von Villeneuve-la-Garenne, beschloss der Generalrat des Département Hauts-de-Seine, dessen Vizepräsident er damals war, Anfang der 1970er-Jahre den Bau des Départementparks Chanteraines. Drei Jahre nach der Eröffnung des ersten Abschnitts des Parks erfolgte 1981 die Inbetriebnahme der ursprünglich 3,1 Kilometer langen Strecke zwischen der Station Pont d'Épinay (heute Les Mariniers) und der Station Passage de Verdure oberhalb des zweiten Autobahnrings von Paris, der A 86. Damit wurden die verschiedenen Bereiche des Parkes untereinander verbunden. Im Frühjahr 1984 übernahm im Rahmen einer Vereinbarung mit dem Generalrat Hauts-de-Seine der Verein Chemin de Fer des Chanteraines (CFC) den Betrieb der Strecke sowie die Wartung von Gleisen und Rollmaterial. Im Juli 1991 erfolgte mit der Erweiterung des Parks nach Süden auch eine Verlängerung der Strecke bis zur neuen Endstation Les Tilliers-RER (heute Gennevilliers RER) mit Übergang zur Linie C des RER. Anlässlich dieser Streckenerweiterung wurde neben dem ersten ein zweites Depotgebäude am Betriebswerk erbaut. Im Oktober 2009 richtete der Verein CFC das 19. Internationale Schmalspurbahntreffen durch. Von 2010 bis 2012 wurde der nördliche Streckenteil hinter der Station Les Fiancés bis Les Mariniers grundhaft erneuert und während dieses Zeitraumes nicht befahren. Am 22. März 2023 traf mit der e OBO-01 die erste von zwei rein batterieelektrischen Lokomotiven, ausgestattet mit Druckluftbremsen und gebaut von der Compagnie de chemins de fer départementaux (CFD) in Paris, im Depot der CFC ein. Nach Testfahrten im April, unter anderem mit vier mit Zementsäcken voll beladenen Wagons, verrichtete die Lokomotive zum Tag der offenen Tür im Mai ihre ersten öffentlichen Passagierfahrten. Am langen Himmelfahrtswochenende 9. bis 12. Mai 2024 feierte der Verein CFC sein 40-jähriges Bestehen.

## Stationen
Die Strecke hat sechs Stationen einschließlich dreier Bahnhöfe:
| Bild | Station            | Deutsch            | Alter Name    | Beschreibung | Anschlüsse                 |
| ---- | ------------------ | ------------------ | ------------- | --- | -------------------------- |
|      | Les Mariniers      | Die Marinesoldaten | Pont d’Épinay | Das ist die nördliche Endstation der BahnsStrecke. Der Bahnhof hat zwei Gleise, eines davon am Bahnsteig, das andere zum Umsetzen der Lokomotiven. Es gibt eine Drehscheibe am Ende der Gleise sowie ein kurzes Abstellgleis zum Abstellen von Wagen.                                           |                            |
|      | Les Fiancés        | Die Verlobten      | Pompidou      | Die Haltestelle besteht aus zwei Gleisen an einem Mittelbahnsteig |                            |
|      | La Ferme           | Die Farm           |               | Dieser Bahnhof mit zwei Gleisen an einem Mittelbahnsteig, ist der wichtigste Bahnhof, an dem die Fahrten beginnen und enden. Dort ist auch die Abzweigung zum Depot. Es ist die einzige Station in der Linie, die ein Empfangsgebäude hat, in dem sich der einzige Fahrkartenschalter befindet. |                            |
|      | Passage de Verdure | Grüne Passage      |               | Dieser Haltepunkt mit zwei Gleisen an einem Mittelbahnsteig war bis 1991 die südliche Endstation mit einer anschließenden Kehrschleife, die auch nach Eröffnung der Verlängerung in Betrieb blieb. Die Station hat den kürzesten Bahnsteig.                                                     |                            |
|      | L’Étang            | Der Teich          | Petit Lac     | Diese Haltestelle besteht aus zwei Gleisen an einem Mittelbahnsteig. | 1                          |
|      | Gennevilliers RER  |                    | Les Tilliers  | Dieser Bahnhof ist die südliche Endstation der Linie, gegenüber vom Bahnhof von Gennevilliers. Sie hat zwei Gleise an einem Mittelbahnsteig und ein zusätzliches drittes Gleis ohne Bahnsteig zum Umsetzen der Lokomotiven, sowie eine Drehscheibe am Ende der Gleise.                          | C Bahnhof Gennevilliers, 1 |

## Betrieb
Der Zugverkehr wird von März bis Oktober von 15:00 bis 18:00 Uhr sowie an Sonn- und Feiertagen von 15:00 bis 19:00 Uhr mit Dampf- und Diesellokomotiven gewährleistet. Mittwochs, samstags und sonntags fährt alle 70 Minuten ein Zug. Sonntags von April bis September und an Feiertagen verkehren zwei Züge alle 30 bis 60 Minuten. Sofern es technisch und witterungsbedingt möglich ist, wird in der Betriebssaison mindestens ein Dampfzug am zweiten Sonntag jedes Monats in Betrieb genommen.

## Lokomotiven

### Dampflokomotiven
| Bild | Antrieb | Achsfolge | Nr.  | Hersteller          | Werks-Nr., Baujahr | Bemerkung |
| ---- | ------- | --------- | ---- | ------------------- | ------------------ | --------- |
|      | Dampf   | 0-4-0T    |      | Decauville          | n°869              |           |
|      | Dampf   | 0-4-0T    | n°3  | Decauville          | n°876              |           |
|      | Dampf   | 0-6-0T    | n°6  | Decauville          | n°1770 von 1920    |           |
|      | Dampf   | 0-4-0T    | n°12 | CF des Chanteraines |                    |           |
|      | Dampf   | 0-4-0T    | n°13 | Decauville          | n°8069             |           |
|      | Dampf   | 0-6-0T    | n°19 | Orenstein & Koppel  | n°7429 von 1914    |           |

### Diesellokomotiven
- 2 Dieselhydraulische Lokomotiven n° 1 und n° 2 Socofer von 1981
- 1 Diesellokomotive n° 4 Decauville n° 643 von 1933 Classé MH 2011[7]
- 1 Diesellokomotive n° 5 Établissements Campagne n° 4075 von 1952
- 4 Diesellokomotiven n° 7 bis 10 Plymouth Locomotive Works von 1946
- 1 Diesellokomotive n° 11 Orenstein & Koppel Typ LD1
- 1 Diesellokomotive n° 14 Schöma n° 541 von 1940
- 1 benzolelektrische Lokomotive n° 16 Fabrication Artisanale
- 1 Diesellokomotive n° 17 Gmeinder
- 1 Diesellokomotive n° 20 Arnold Jung Lokomotivfabrik n° 7604 von 1937
- 1 Diesellokomotive n° 21 CACL von 1950

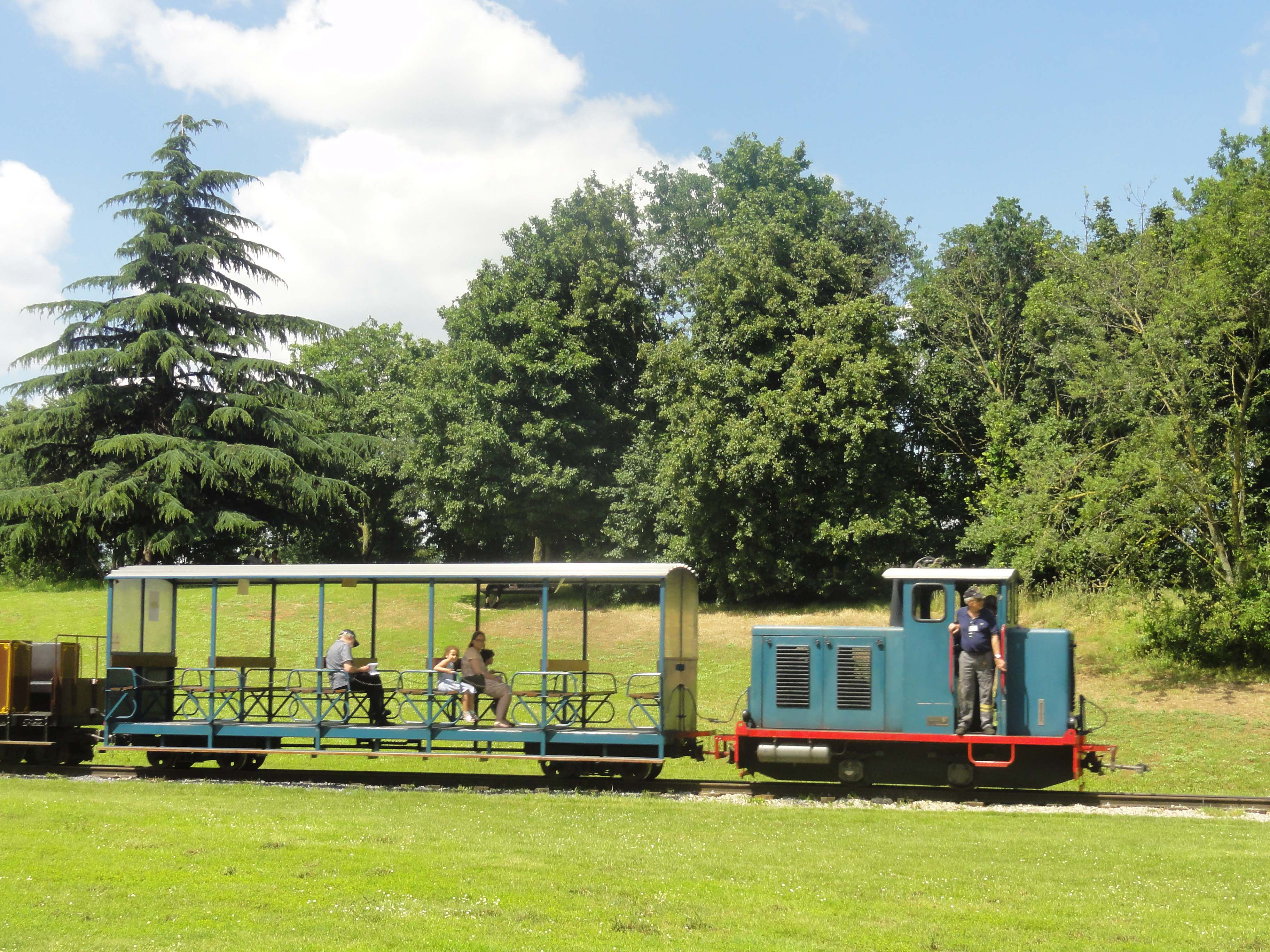
n° 1, Socofer
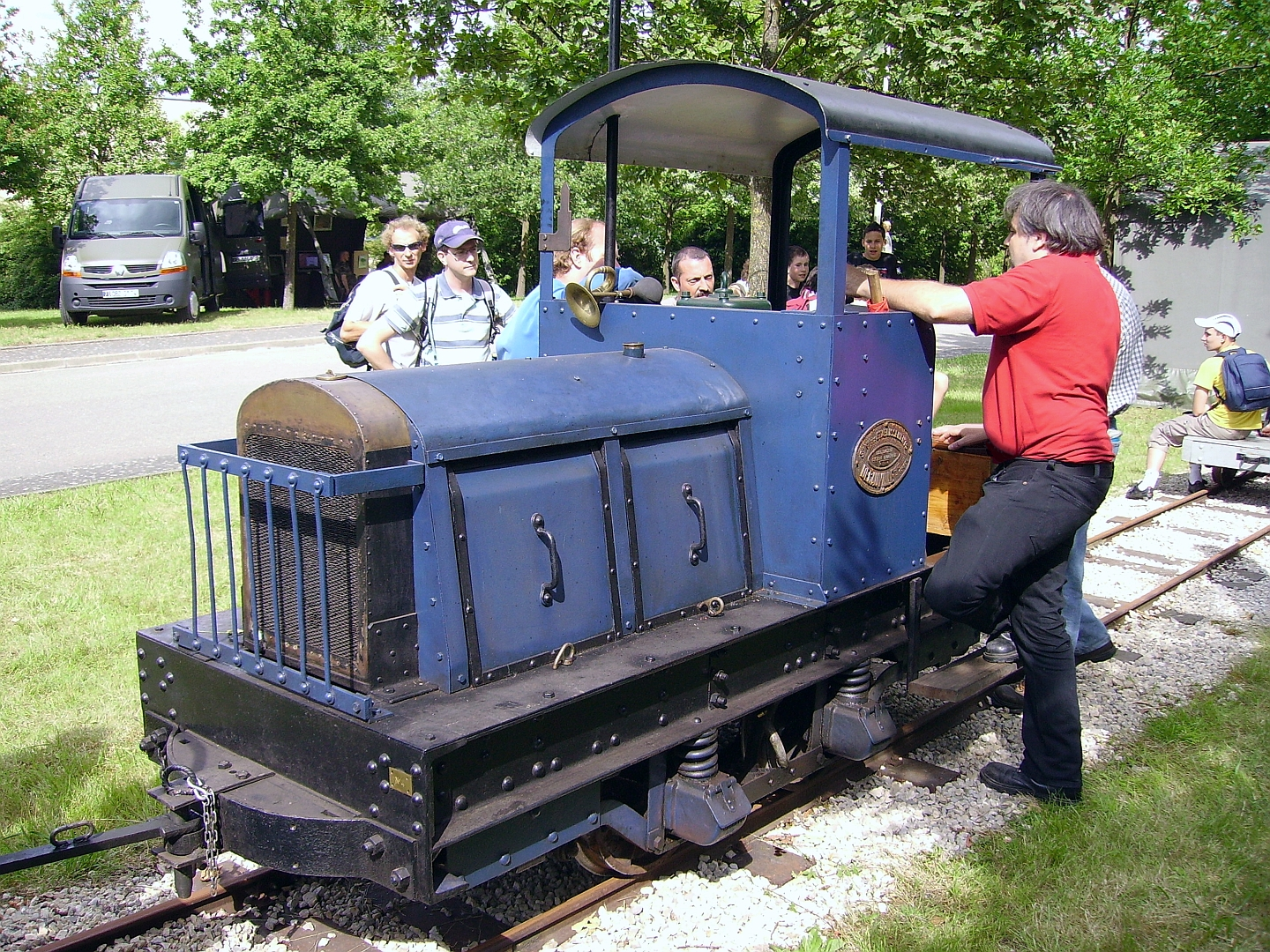
n° 4, Decauville n°  643
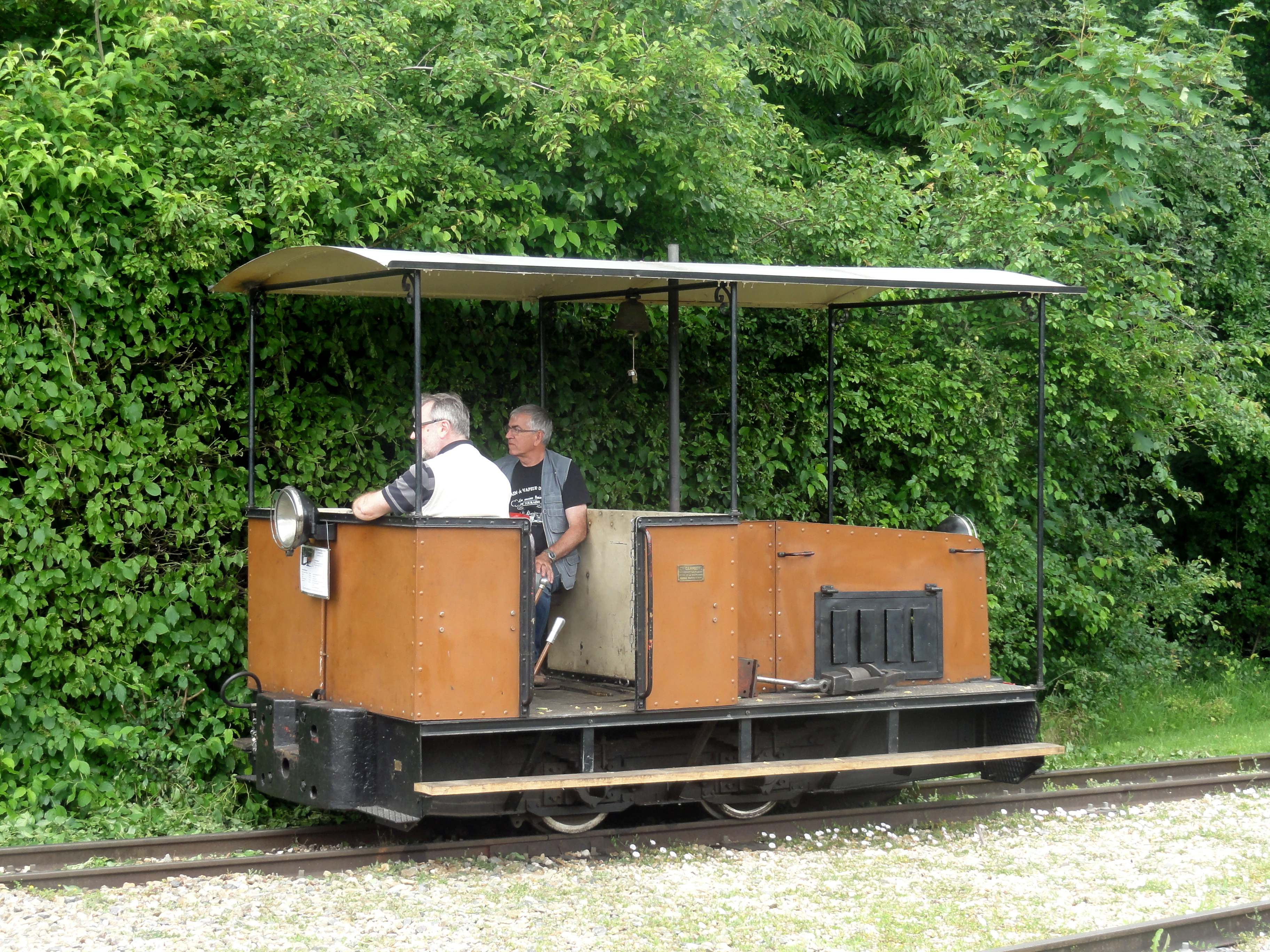
n° 5, Campagne
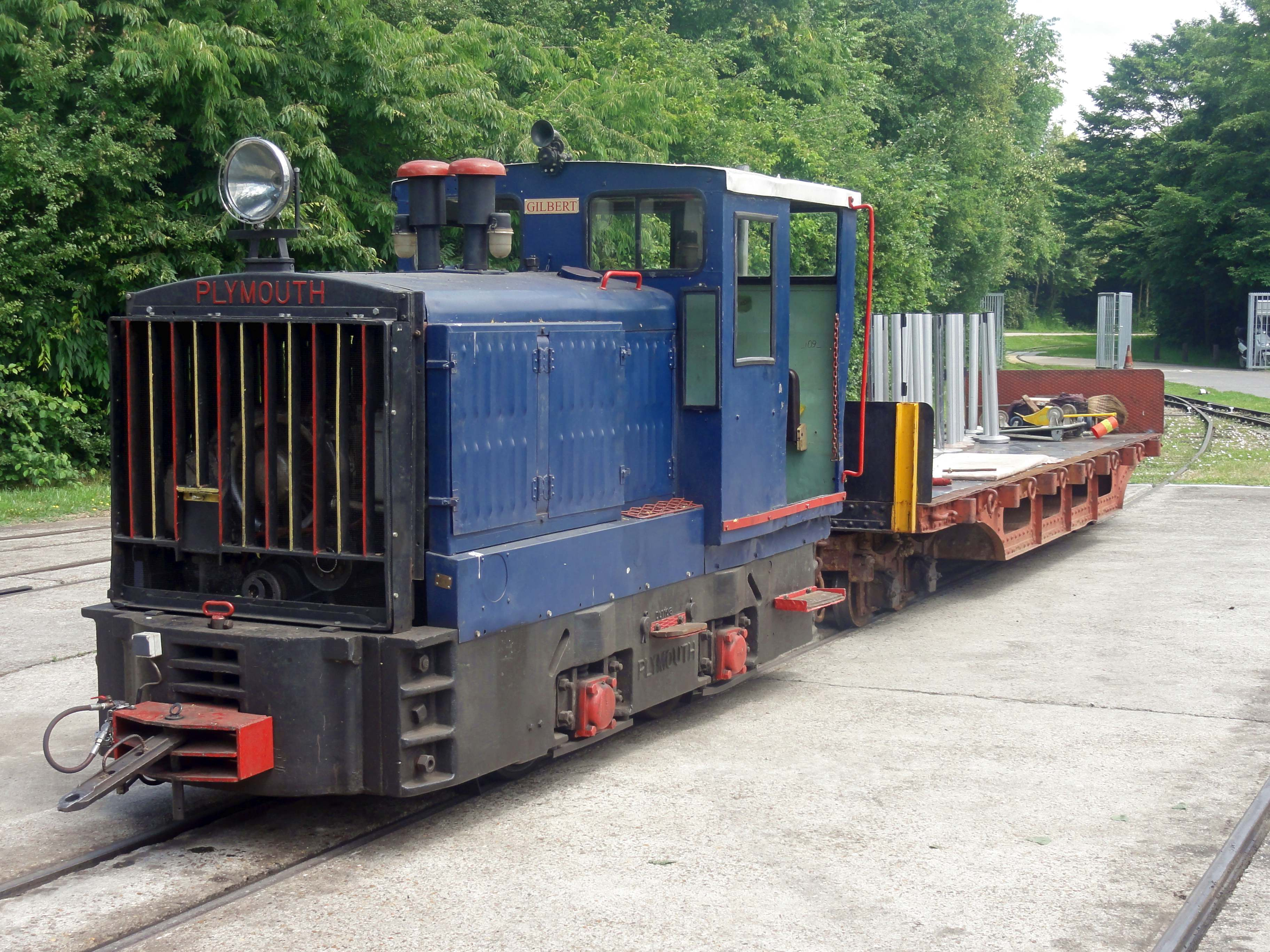
n° 7-10, Plymouth
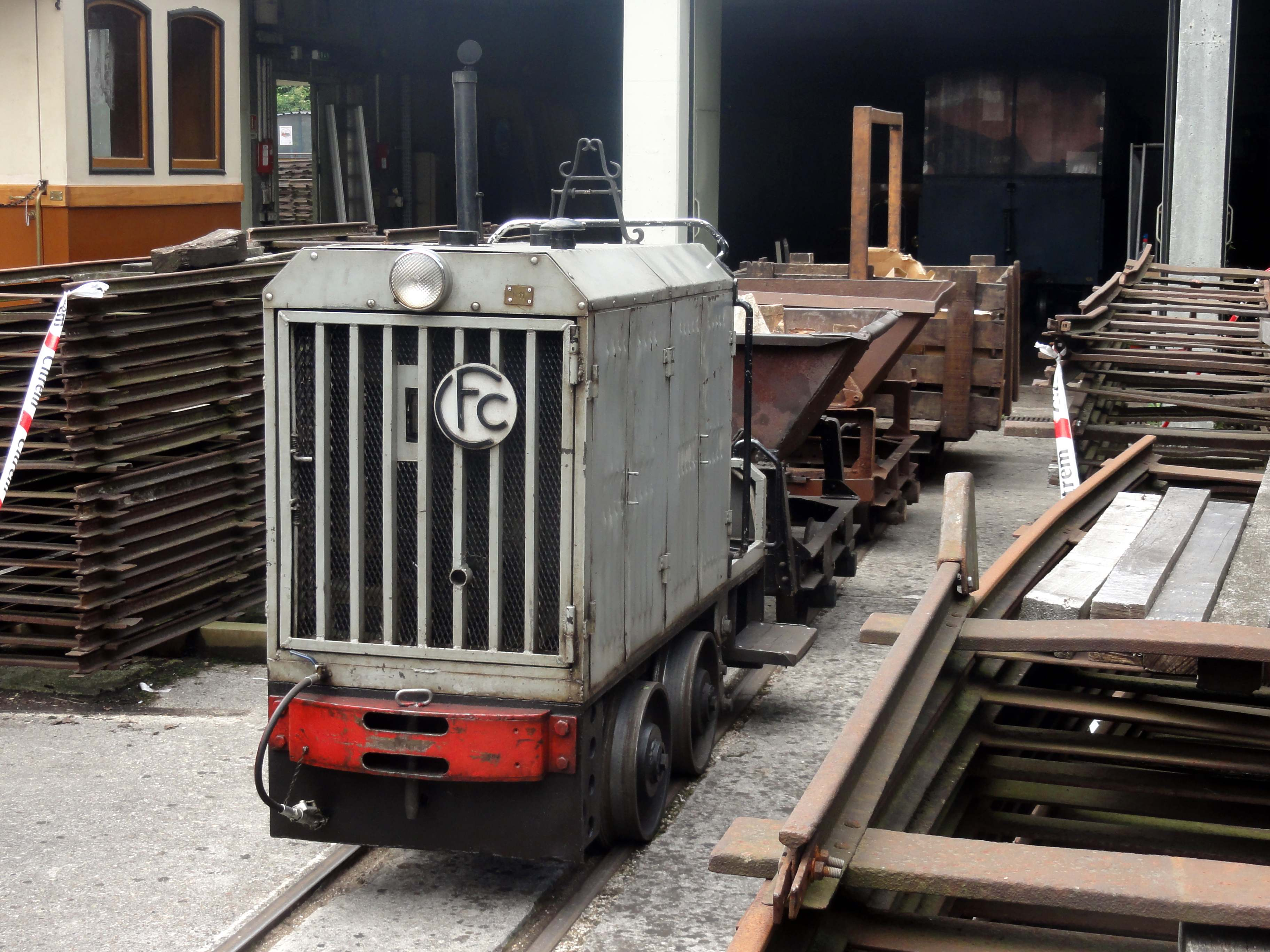
n° 11, O&K
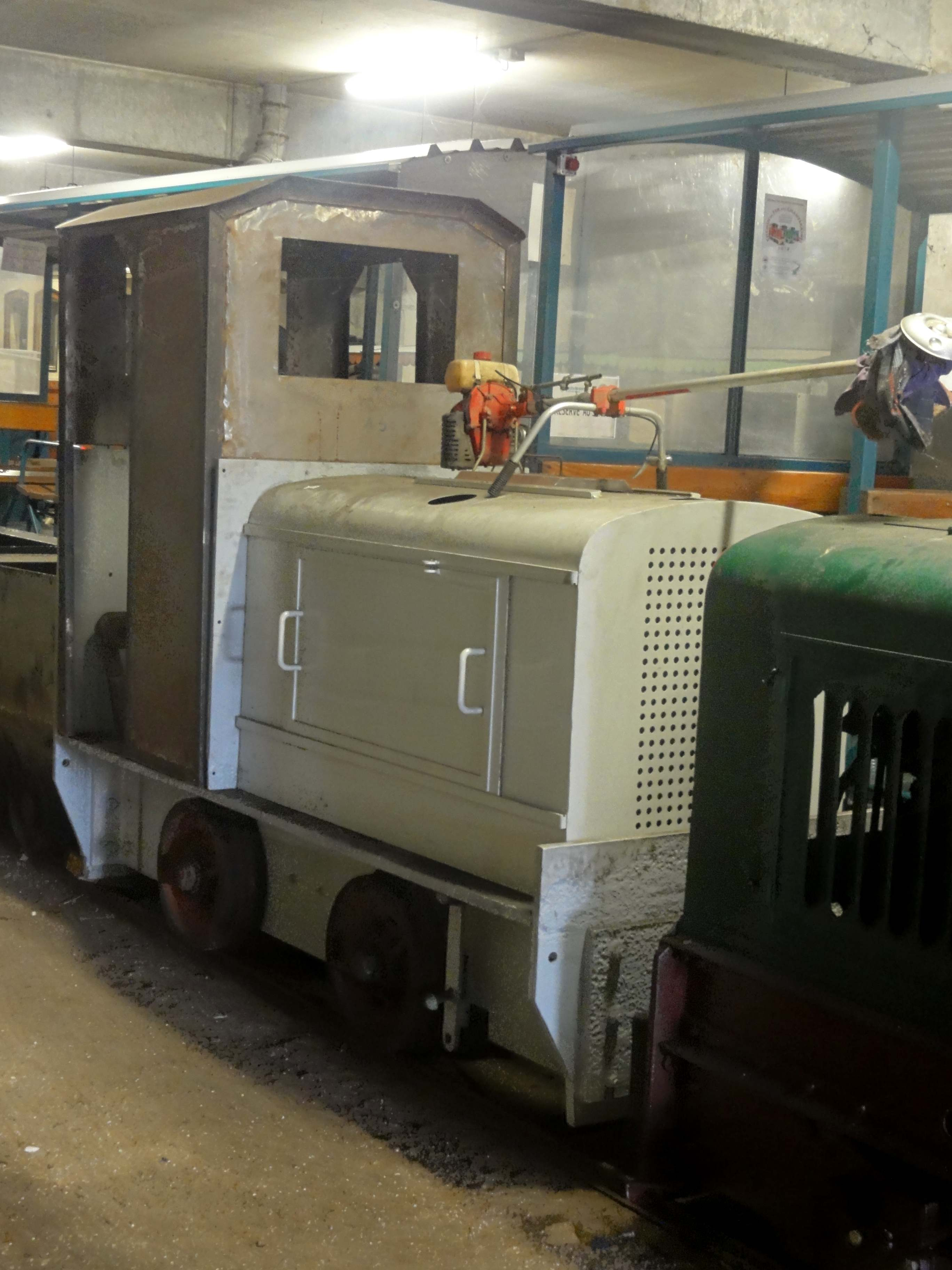
n° 14, Schöma
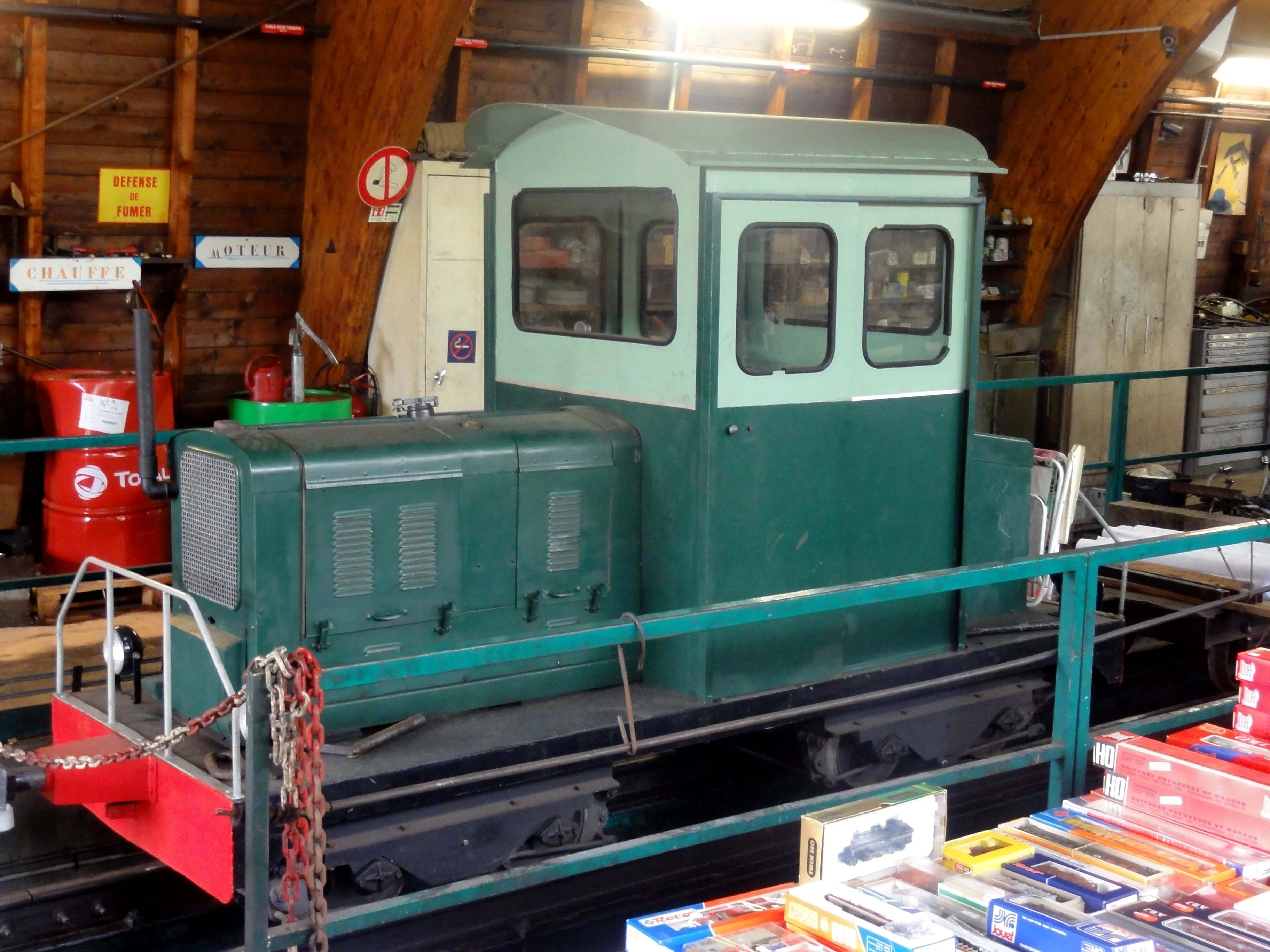
n° 16, fabrication artisanale Tarbes
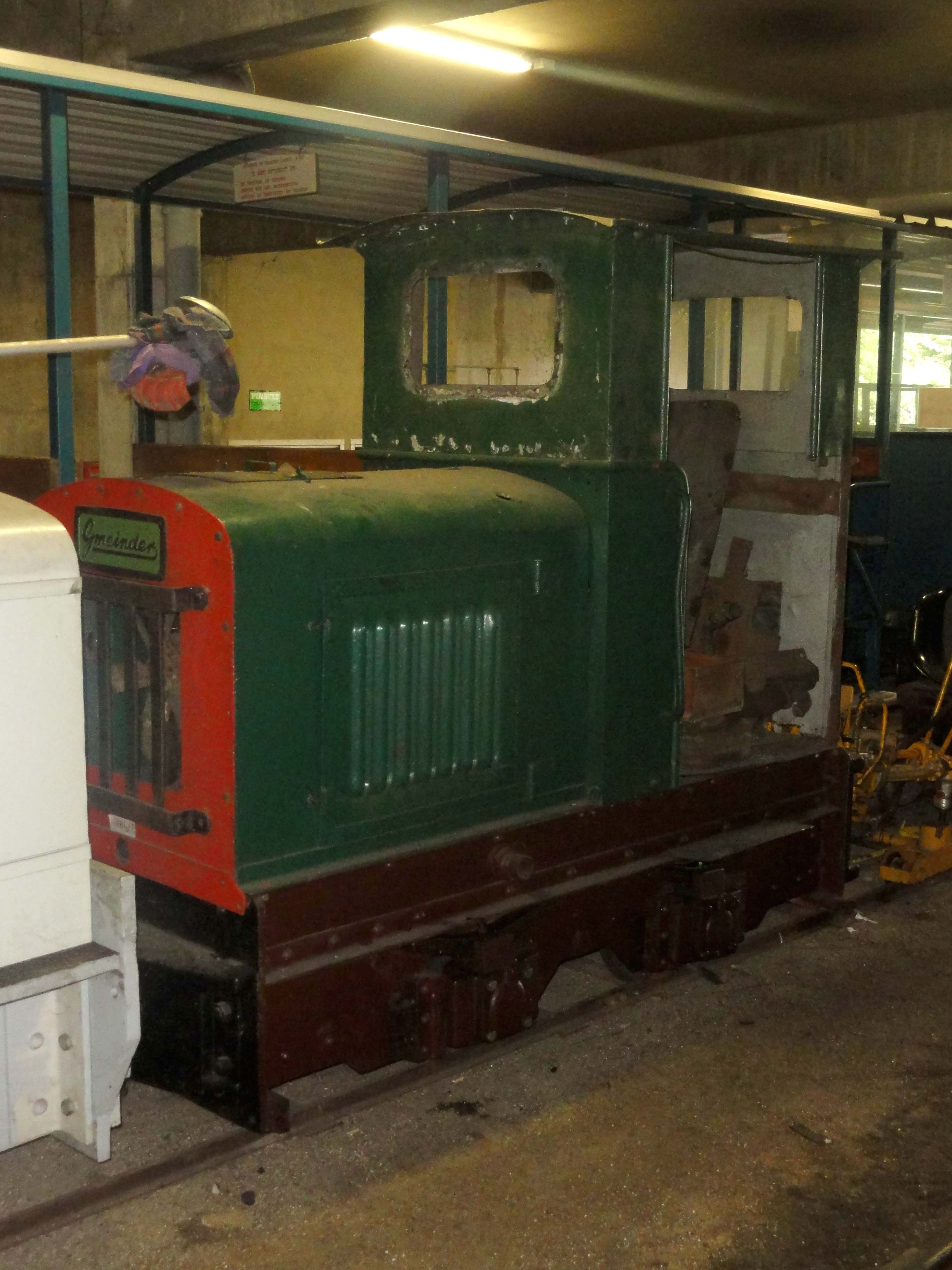
n° 17, Gmeinder
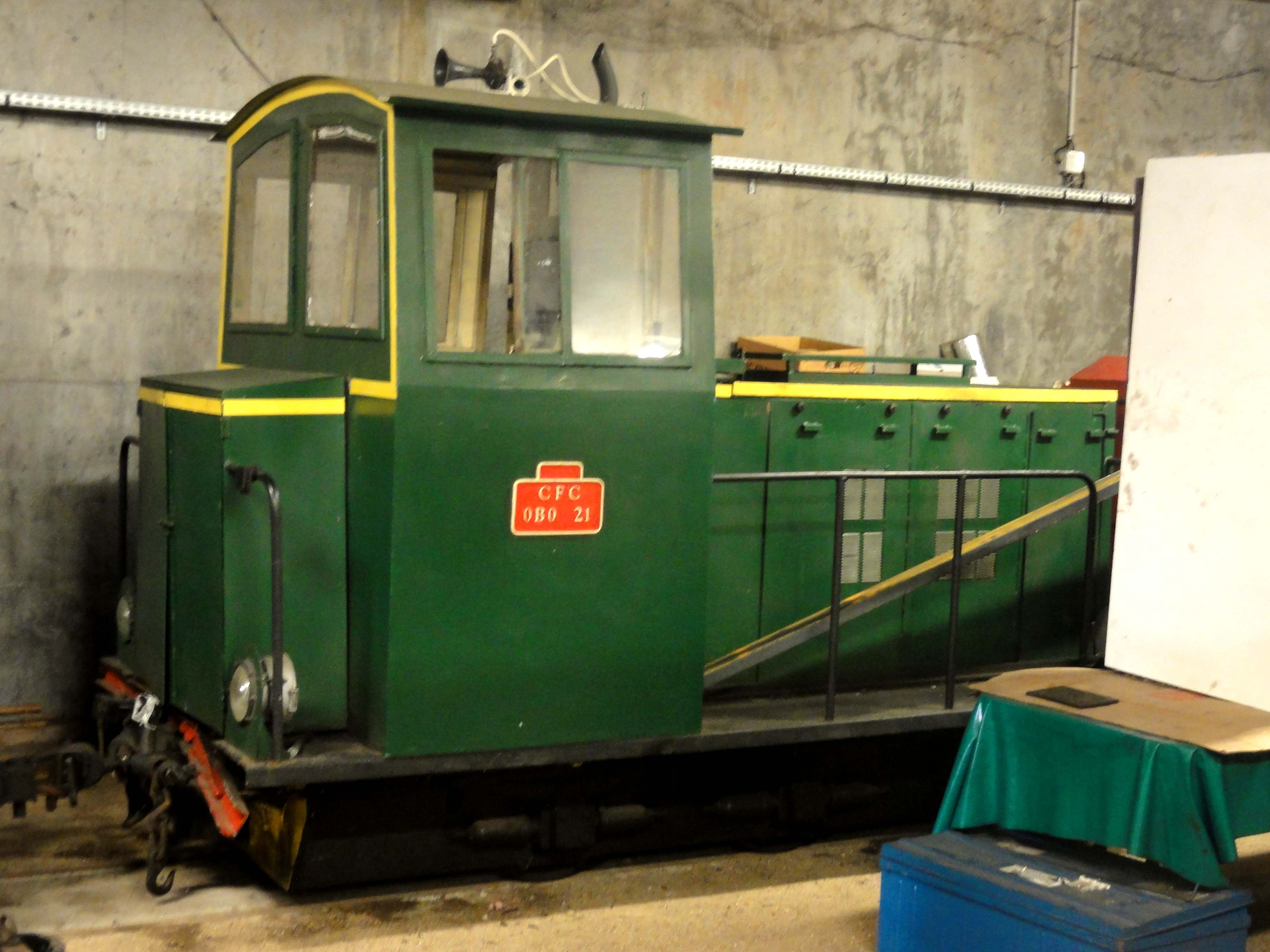
n° 21 CACL

### Batterieelektrische Lokomotiven
- 2 batterieelektrische Lokomotiven e OBO-01 und -02 CFD von 2023

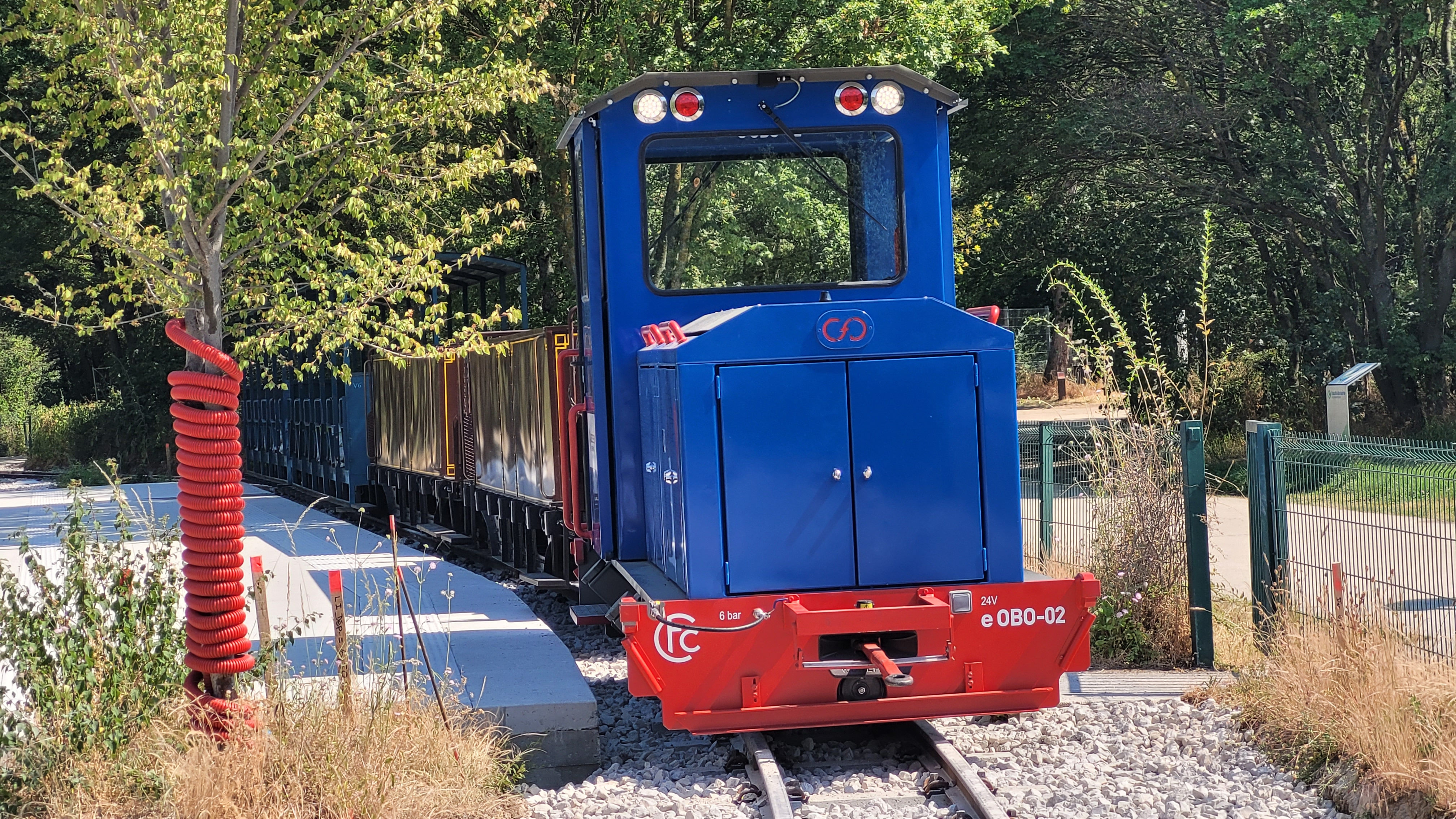
e OBO-02 (Juni 2023)